# مجتبی میرزاجانپور
مجتبی میرزاجانپور (زاده ۱۵ مهر ۱۳۷۰ در بابل) والیبالیست ایرانی که در تیم ملی والیبال زیر ۲۱ سال سابقه بازی داشت  وبازیکن سابق  تیم ملی بزرگسالان بود و هم‌اکنون عضو باشگاه والیبال فولاد سیرجان ایرانیان است.

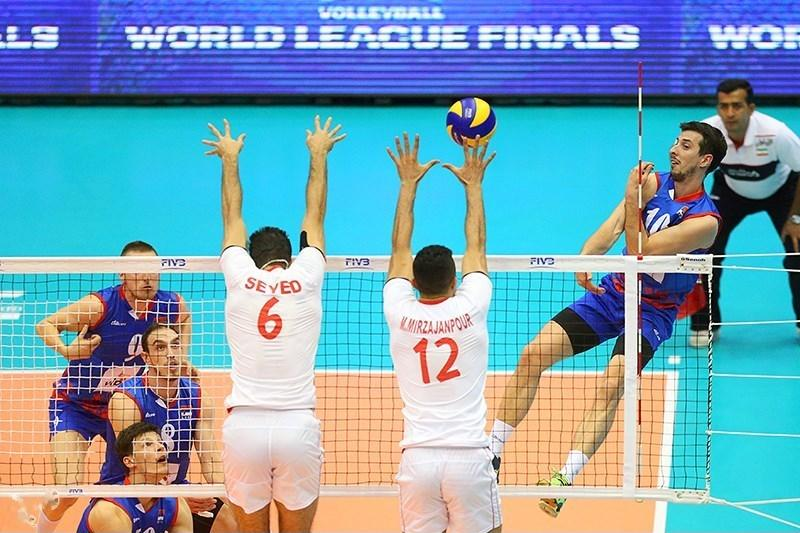
میرزاجانپور و محمد موسوی در حال دفاع روی تور

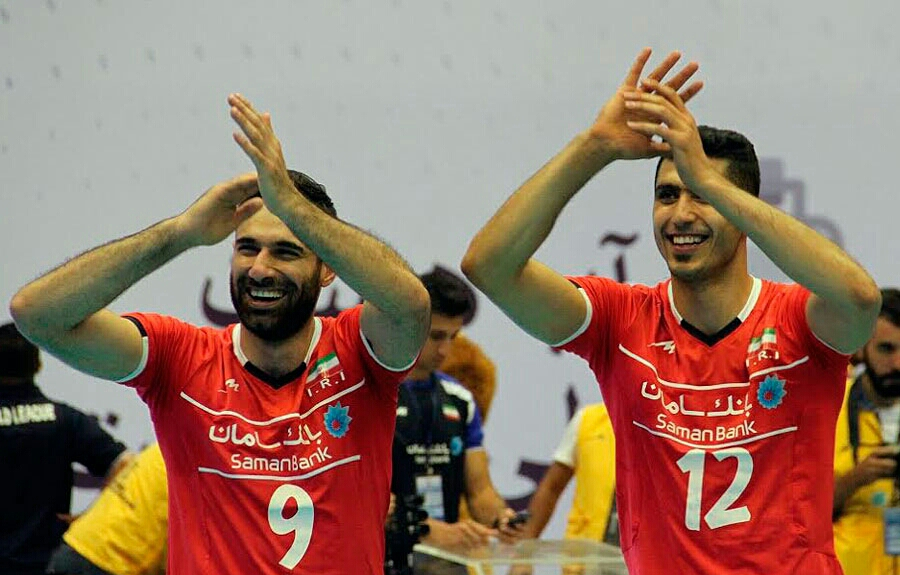
مجتبی میرزاجانپور (راست) - عادل غلامی (چپ)

## بازی‌های ملی
او برای مسابقات انتخابی لیگ جهانی والیبال ۲۰۱۳ به تیم ملی بزرگسالان دعوت شد. در مسابقات قهرمانی زیر ۲۳ سال جهان در سال ۲۰۱۳، تصویر مجتبی بر روی کاور اصلی فدراسیون جهانی والیبال قرار گرفت و در آن مسابقات درخشید. سپس وی توسط خولیو ولاسکو برای مسابقات جام بزرگ قهرمانان جهان ۲۰۱۳ به تیم ملی والیبال دعوت شد و در سه بازی خود بازی‌های قابل توجه‌ای به نمایش گذاشت.

## باشگاهی
میرزاجانپور سابقه بازی در شهرداری کهنوج، اتکا تهران، دانشگاه آزاد تهران ، پیکان تهران و متین ورامین را دارد. میرزاجانپور پس از حضور در متین ورامین با پیشنهاد تیم‌های هالک بانک و فنرباغچه ترکیه روبرو شد و در نهایت با باشگاه پیکان به توافق رسید و قراردادی یک ساله با این تیم به امضا رساند.

## افتخارات
- نایب قهرمانی جوانان آسیا
- سومی لیگ برتر ایران همراه با پیکان
- نایب قهرمانی لیگ برتر ایران با متین
- قهرمانی لیگ برتر ایران با متین
- راهیابی به لیگ جهانی همراه با تیم ملی بزرگسالان ۲۰۱۳
- جزو هشت بازیکن برتر سال ۱۳۹۰ والیبال ایران
- بهترین اسپک زن بیستمین دوره مسابقات بین‌المللی جام ریاست جمهوری قزاقستان
- راهیابی به المپیک ۲۰۱۶ با تیم‌بزرگسالان
- قهرمانی لیگ برتر ۹۶ با تیم باشگاهی بانک سرمایه تهران
- عنوان بهترین دریافت‌کننده سال ۹۶ با تیم باشگاهی بانک سرمایه تهران
- عنوان سومی جهان در سال ۲۰۱۷